# Semiothisa adjacens
Semiothisa adjacens là một loài bướm đêm trong họ Geometridae.